# Huitzilopochtli

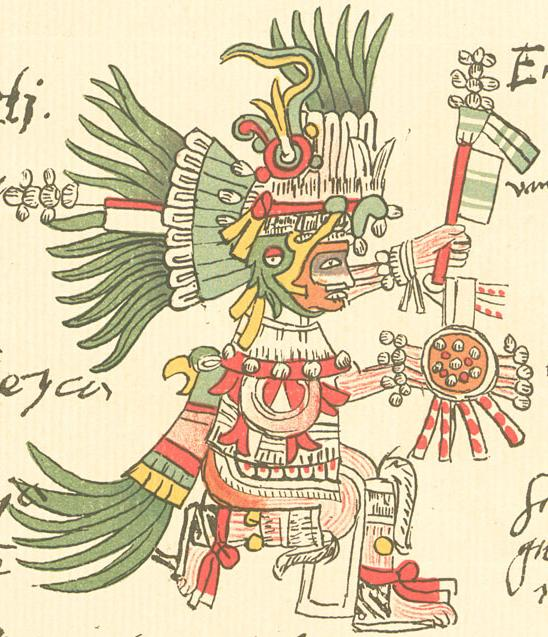
Representació de Huitzilopochtli, segons el Còdex Telleriano-Remensis.

En la mitologia asteca Huitzilopochtli (pronunciat Uitzilopoxtlli) és un dels déus originals dels asteques quan eren una tribu seminòmada. En nàhuatl el seu nom significa "el colibrí esquerre", tanmateix, segons Laurette Sejourne, en l'idioma esotèric nàuhatl, el nom també es pot traduir, com a "el que ve del sud", ja que en els mapes asteques, el sud és a l'esquerra, i és on es trobava el paradís.
Segons la tradició, Huitzilopochtli va néixer de Coatlicue, la mare terra, que es va embarassar amb una bola de plomes que va caure del cel. Els seus 400 germans en notar l'embaràs de la seva mare i a instàncies de la seva germana Coyolxauhqui, varen decidir executar-la per amagar la seva deshonra, però Huitzilopochtli va néixer i en va matar la majoria. Va vèncer i matar Coyolxauhqui qui va quedar desmembrada en caure, però la seva mare el va reprendre de tal violència, de manera que Huitzilopochtli va agafar el cap de la seva germana i el va llançar al cel, convertint-se en la lluna, essent Huitzilopochtli el sol.
Com a déu tribal d'una tribu guerrera, era un déu eminentment guerrer, quan els asteques varen prendre els déus de les altres cultures nahuas, com la Tolteca, varen elevar el seu déu al nivell dels grans déus de mesoamèrica, com Tlàloc, Quetzalcoatl i Tezcatlipoca.
Així, al centre de la seva ciutat, Tenochtitlan, varen construir un temple amb dos altars, un dedicat a Tlàloc i l'altre a Huitzilopochtli. Sobre el petit temple primitiu, cada 52 anys se li afegia una altra construcció, cada vegada més grossa. En les ruïnes actuals s'hi poden veure les diferents etapes, com si fossin capes d'una ceba.
A aquests déus se'ls oferien sacrificis humans de captius presos en combat. Quatre sacerdots sostenien al captiu de cada extremitat i un cinquè li feia una incisió amb el seu ganivet esmolat d'obsidiana i n'extreia el cor. El presoner estava completament cobert de gris, que era el color del sacrifici, i potser estava drogat, ja que els crits es consideraven de mal gust en el cas del sacrifici a Huitzilopochtli.
El propòsit dels sacrificis a Huitzilopochtli consistia a donar-li vigor, perquè pogués subsistir en la seva contesa diària i aconseguir que el sol tornés a sortir l'endemà.
En la mitologia asteca, els guerrers que morien en batalla, els que morien sacrificats i les dones que morien en el part, estaven destinats al paradís, i possiblement (els relats no són molt clars en aquests aspecte), renéixer en aquesta terra com a papallones. Per això es considerava un honor ser sacrificat per Huitzilopochtli.